# Polyphaenis graslini
Polyphaenis graslini là một loài bướm đêm trong họ Noctuidae.